# Disney Channel (Regatul Unit și Irlanda)
Disney Channel a fost un canal pentru copii și pentru tineri care a fost lansat in data de 1 octombrie 1995, difuzat în Regatul Unit și Irlanda. Programul, difuzat cu o diferență de o oră și numit Disney Channel +1, este difuzat de rețelele Sky și Virgin Media. În prezent Disney Channel are două canele surori: Disney Junior și Disney XD.
Pe 25 iunie 2020, s-a anunțat că canalul Disney Channel, împreună cu canalele lor surori Disney XD și Disney Junior, se vor închide în Marea Britanie începând pe 1 octombrie 2020 după 25 de ani de difuzare, din motiv că Disney nu a reușit să ajungă la un nou acord de transport cu Sky și Virgin Media. Tot conținutul canalului va fi transferat serviciului de streaming Disney +.
În prezent, canalele Disney Channel și Disney Junior continuă în România.

## Canale surori

### Disney XD
Disney XD este un canal britanic aparținând de The Walt Disney Company. Creat pentru băieții între 6 și 14 ani, canalul conține atât filme de acțiune și desene animate. Canalul a fost creat în colaborare cu ESPN. Canalul a fost știut ca Fox Kids până în 1 ianuarie 2005 și Jetix până în 31 august 2009. Canalul poate fi văzut și în HD.

### Disney Junior
Acest canal în Regatul Unit este în special pentru preșcolari. Canalul a fost lansat pe 29 septembrie 2000 ca Playhouse Disney și avea programe ca Winnie the Pooh. Canalul a fost renumit ca Disney Junior pe 7 mai 2011.

## Programele Disney Channel

### Cele mai vizionate programe
Tabelul de mai jos reprezintă lista celor mai vizionate show-uri live de pe Disney Channel de la data de 22 octombrie 2012 până în prezent. Episoadele de mai jos nu prezintă reluări.
| Clasament | Series title                                                   | Titlul episodului                 | Nr. de vizualizări | Data               |
| --------- | -------------------------------------------------------------- | --------------------------------- | ------------------ | ------------------ |
| 1         | Hannah Montana                                                 | Wherever I Go                     | 621,000            | 27 mai 2011        |
| 2         | Good Luck Charlie (Baftă Charlie)                              | Special Delivery                  | 602,000            | 12 octombrie 2012  |
| 3         | Wizards of Waverly Place (Magicienii din Waverly Place)        | The Wizards Return: Alex vs. Alex | 575,000            | 24 mai 2013        |
| 4         | The Suite Life on Deck (O viață minunată pe punte)             | Break Up in Paris                 | 543,000            | 9 ianuarie 2011    |
| 5         | Wizards of Waverly Place (Magicienii din Waverly Place)        | Wizards Exposed                   | 535,000            | 18 februarie 2011  |
| 6         | The Suite Life of Zack & Cody (Zack & Cody, ce viață minunată) | Summer of Our Discontent          | 531,000            | 21 September 2007  |
| 7         | Wizards of Waverly Place (Magicienii din Waverly Place)        | Wizards Unleashed/Puppy Love (UK) | 521,000            | 29 October 2010    |
| 8         | The Suite Life of Zack & Cody (Zack & Cody, ce viață minunată) | Graduation                        | 513,000            | 21 septembrie 2007 |
| 9         | The Suite Life on Deck (O viață minunată pe punte)             | Lost at Sea                       | 513,000            | 21 februarie 2010  |
| 10        | The Suite Life of Zack & Cody (Zack & Cody, ce viață minunată) | Sink or Swim                      | 488,000            | 21 septembrie 2007 |

### Cele mai vizionate filme
Lista de mai jos reprezintă lista celor mai vizionate filme Disney Channel Original Movie  de pe Disney Channel , de la data de 1 martie 2012 până în prezent. Nr. vizualizărilor nu prezintă reluări.
| Clasament | Titlul filmului                     | Nr. de vizualizări | Data               |
| --------- | ----------------------------------- | ------------------ | ------------------ |
| 1         | High School Musical 2               | 1,336,000          | 21 septmbrie 2007  |
| 2         | Wizards of Waverly Place: The Movie | 1,044,000          | 21 octombrie 2009  |
| 3         | High School Musical                 | 835,000            | 22 septembrie 2006 |
| 4         | The Suite Life Movie                | 780,000            | 17 februarie 2012  |
| 5         | Starstruck                          | 683,000            | 14 mai 2010        |